# Okostice
Okostice či periost (latinsky: periosteum) je vazivový obal kryjící povrch kostí. Nepokrývá kost v některých místech, kde se upínají svaly, a na plochách, které jsou pokryty kloubní chrupavkou (facies articulares). Jedná se o tuhou a pevnou vazivovou blánu různé tloušťky, která se dá většinou od kosti odloupnout (velmi pevně je však přirostlá v místech spojení jednotlivých plochých kostí lebky a v místech úponů šlach a vazů). Pevné spojení okostice s kostí zabezpečují husté svazky kolagenových vláken – tzv. Sharpeyova vlákna.
Okostice zralé kosti se skládá ze dvou vrstev:
- Povrchová (vnější, fibrózní) vrstva je z tuhého vaziva s podélně orientovanými svazky vláken a je bohatě cévně zásobená a inervovaná. Cévy a nervy se z této vrstvy dostávají hlouběji do kosti.
- Hluboká (vnitřní, kambiová) vrstva je z řídkého vaziva, bohatá na buňky (fibroblasty). Jednou z jejích nejdůležitějších vlastností je nová tvorba kostní tkáně v případě poškození kosti (v hluboké vrstvě se objevují osteoblasty) a růst kosti do tloušťky tzv. apozicí, přidáváním jednotlivých povrchových lamel (analogie významu lýka pro růst letokruhu stromů). Z této vrstvy vnikají do kosti Sharpeyova vlákna a cévy.

Vnitřní plochu kostí vystýlá tenká vazivová vrstva podobná periostu – tzv. endost (endosteum). Má podobnou stavbu i vlastnosti, jeho význam pro metabolismus a regeneraci kostí je menší.

## Onemocnění

### Okosticová bolest
Okostice bývá zdrojem tupé a hluboké bolesti, zejména v období rychlého růstu člověka. Časté jsou např. bolesti v holenní oblasti u pubertální mládeže. Příčinou je rychlý růst kosti v kombinaci se zatuhnutím lýtkového svalstva. Účinnou pomocí bývá uvolnění okostice vůči kosti manipulační terapií.